# دانشگاه لیل
دانشگاه لیل (به فرانسوی: Université de Lille) دانشگاهی است در شهر لیل در کشور فرانسه. این دانشگاه در سال ۱۵۶۲ تأسیس شده و حدود ۱۱۰٬۰۰۰ دانشجو در آن تحصیل می‌کنند. نام کامل آن «دانشگاه لیل - شهرستان نورد فرانسه» (به فرانسوی: Université de Lille - Nord de France) است.

## دانش آموختگان مشهور ایرانی
- محمدعلی مجتهدی گیلانی
- یدالله سحابی

## نگارخانه

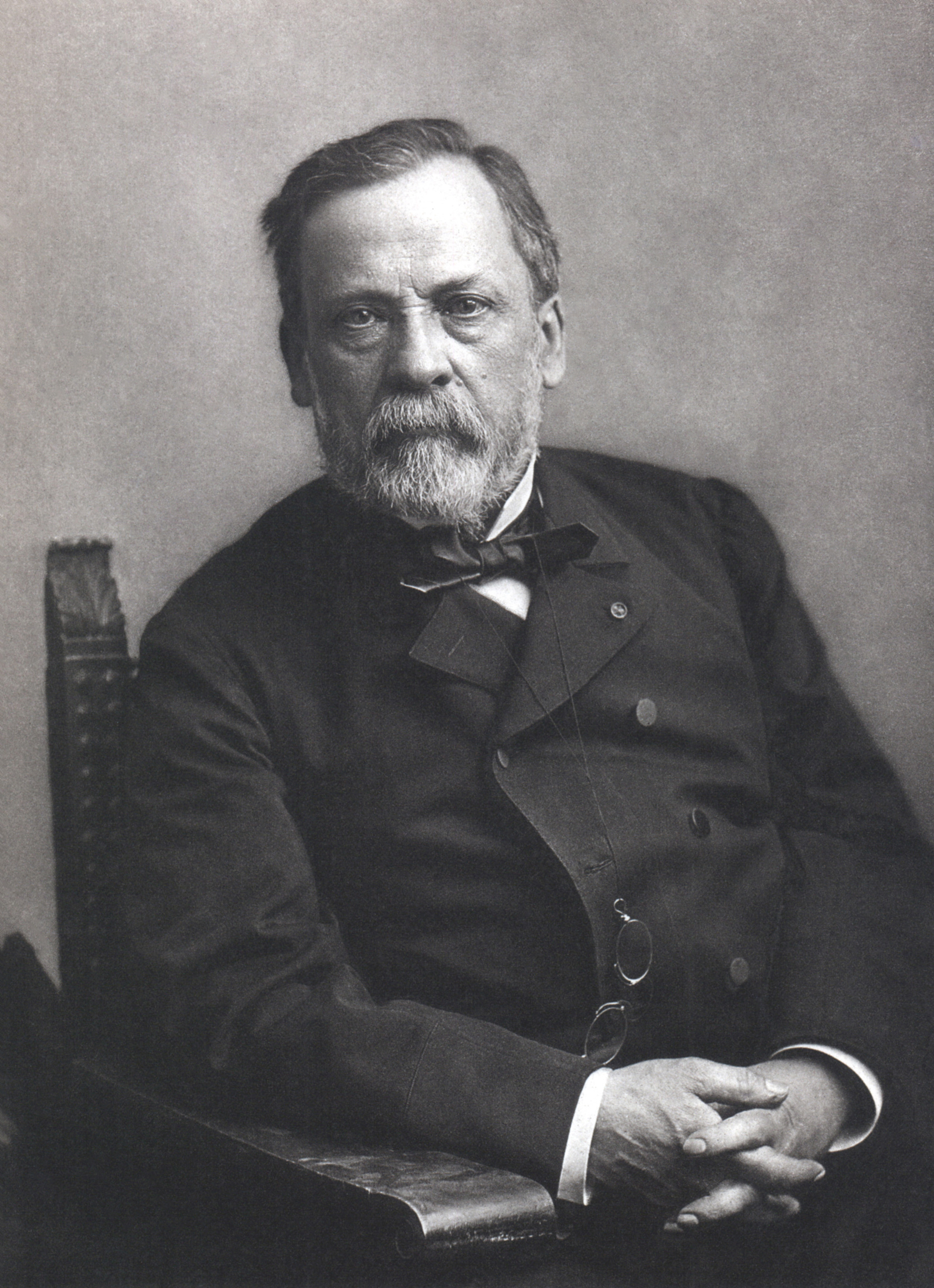
لویی پاستور
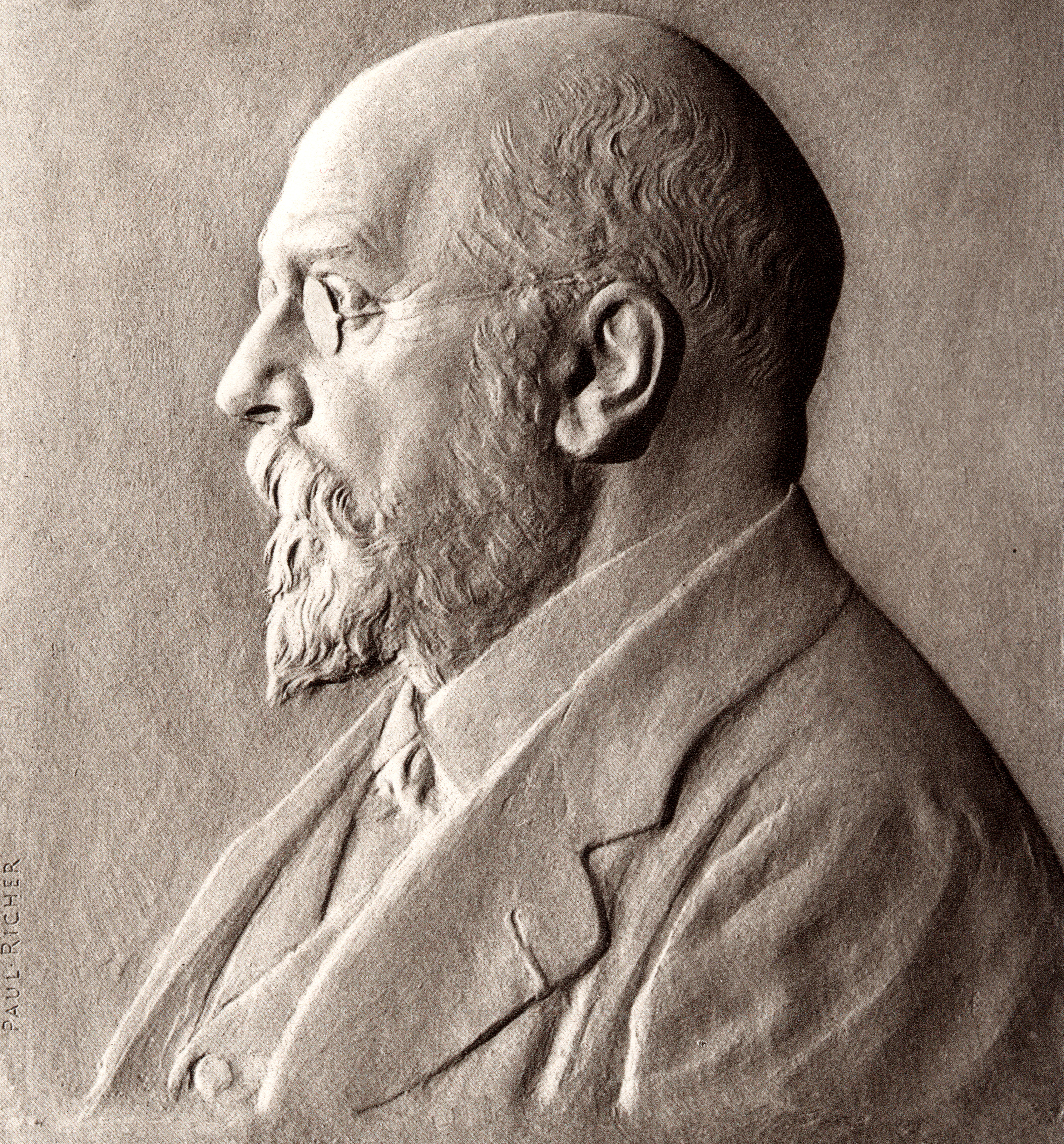
Alfred Mathieu Giard
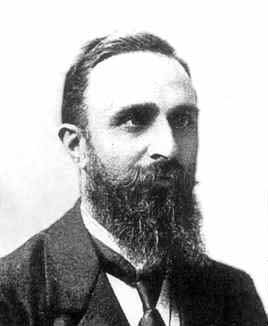
Henri Padé
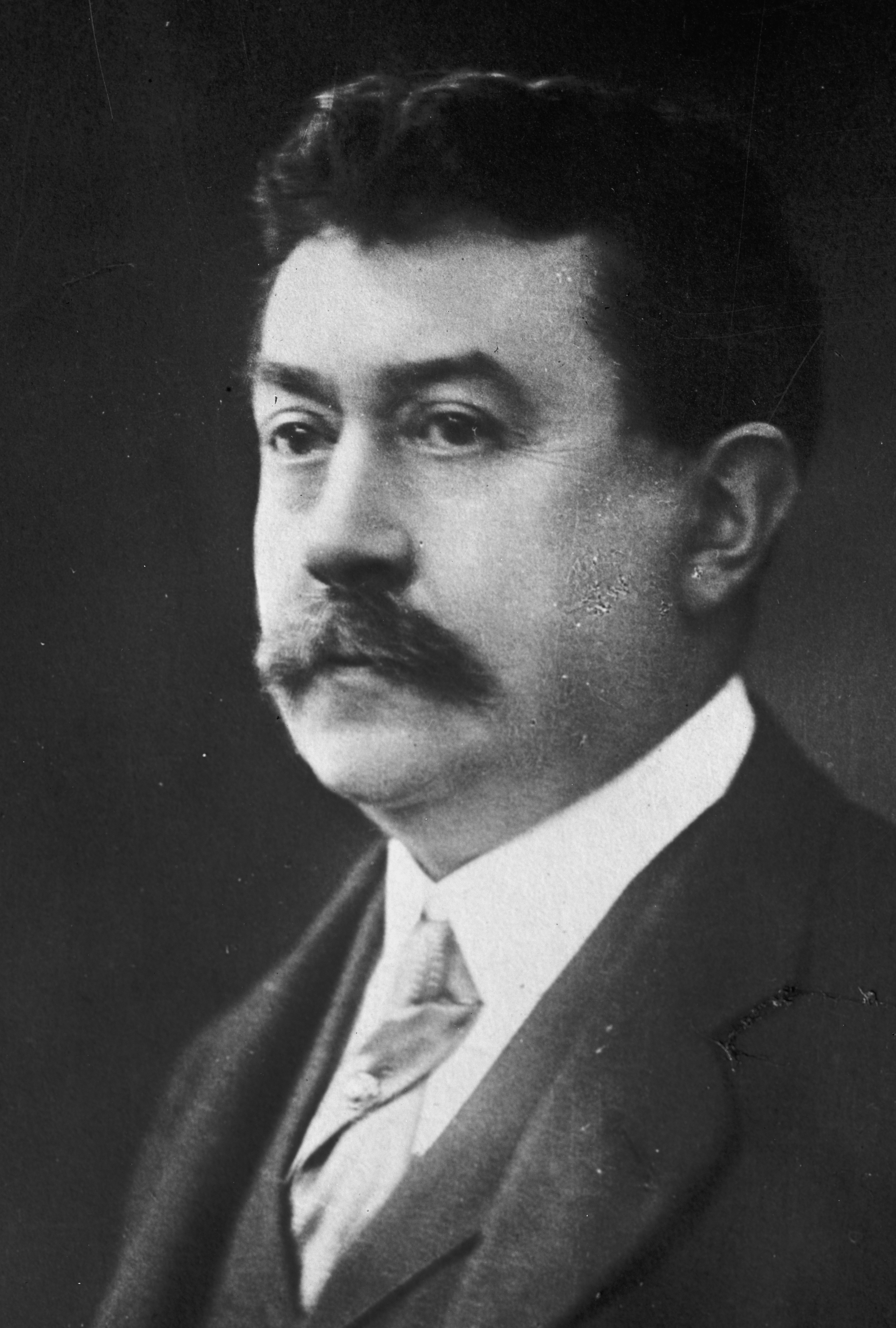
پل پینلو